# AM General

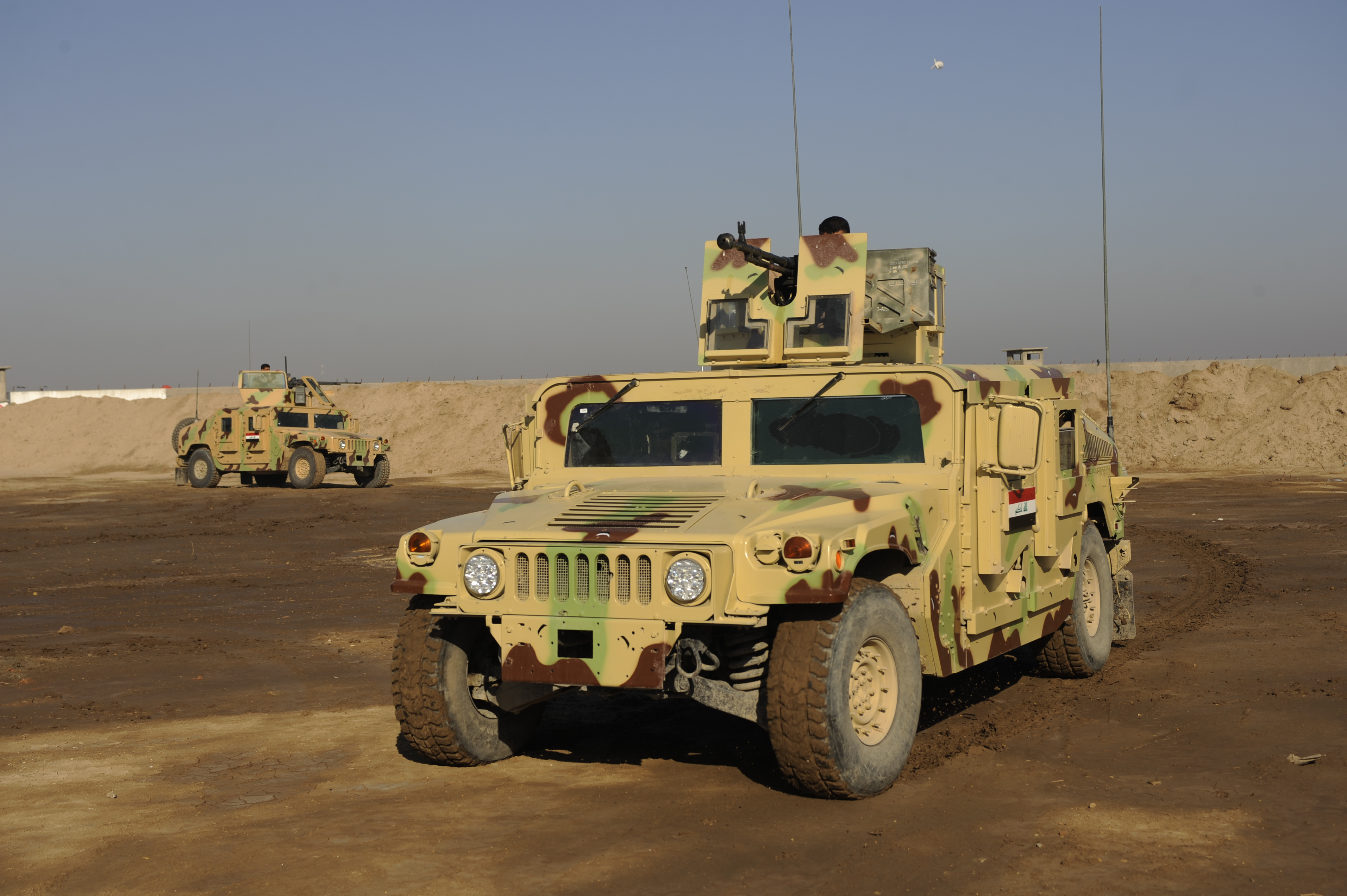
Iraakse Humvee

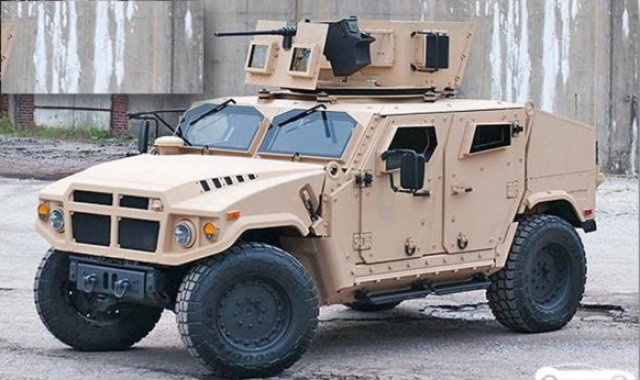
AM General - JLTV

AM General is een Amerikaans bedrijf dat zich specialiseert in het ontwikkelen van militaire technologie. AM General is onder andere bekend geworden door de volgende voertuigen:
- Humvee (HMMWV)
- Hummer H1
- Hummer H2

## Geschiedenis
De geschiedenis van AM General gaat terug tot 1903. In dat jaar ging de Standard Wheel Company of Terre Haute naast fietsen ook automobielen van de Overland Automotive Company maken. In 1908 nam John North Willys Overland Automotive over en in 1936 werd de naam gewijzigd in Willys Overland Motors.
Op 1 april 1971 werd AM General Corporation opgericht met American Motors Corporation als enige aandeelhouder. AM General ging zich volledig richten op de productie van voertuigen en ander materieel voor de Amerikaanse overhead.
In 1979 begon AM General met het ontwerp voor de High Mobility Multi-Purpose Wheeled Vehicle (HMMWV of Humvee). Dit voertuig met een laadvermogen van 1,25 ton moest de M151 en andere lichte terreinvoertuigen gaan vervangen. In maart 1983 resulteerde dit in een order voor 55.000 Humvees met een totale waarde van $1,2 miljard. De voertuigen werden in verschillende versies over een periode van vijf jaar afgeleverd. Korte tijd later werd de opdracht met nog eens 15.000 voertuigen verhoogd.
In 1983 nam de LTV Corporation AM General over voor $170 miljoen. Het bedrijf werd een onderdeel van de LTV Aerospace and Defense Company. In 1992 verkocht LTV AM General aan de Renco Group die van het bedrijf in 2002 een besloten vennootschap maakte.
Er volgden meer opdrachten voor de Humvee, ook van buitenlandse strijdmachten. AM General kwam met een eigen ontwerp voor de Joint Light Tactical Vehicle (JLTV), de opvolger voor de Humvee, maar dit ontwerp werd in 2015 niet door het Amerikaanse leger gekozen.